# Punknews.org
Punknews.org es un sitio web fundado por Aubin Paul en 1999. La web publica diariamente noticias sobre música y elabora críticas de álbumes, en su mayoría punk rock, hardcore punk, ska, indie rock y heavy metal. El sitio incluye colaboraciones enviadas por los usuarios y artículos evaluados por sus editores a través de formatos de publicación similares a los de Slashdot.
En su libro de 2007 sobre la historia del punk rock moderno, el escritor de Rolling Stone y Spin, Matt Diehl, comparó a Punknews.org como la "CNN del neo punk" y aseguró que "sitios web como Punknews.org y revistas como Alternative Press están construyendo un importante espacio para el neo punk".
El 1 de enero de 2006, tres editores del sitio web, Aubin Paul, Adam White y Scott Heisel, lanzaron Punknews Records, bajo el amparo de Epitaph Records.